# ファイナルファンタジーシリーズの作品一覧
ファイナルファンタジーシリーズの作品一覧（ファイナルファンタジーシリーズのさくひんいちらん）では、スクウェア・エニックスによる日本のRPGシリーズ作品であるファイナルファンタジーの作品、およびその派生作品の一覧を挙げる。
特に注意書きがない場合、ジャンルは全てRPGである。「インターナショナル」の付いたタイトルは日本国外版に追加要素を施した作品で、声優を起用している作品は北米版の声優がボイスを担当している。
2003年4月1日以降発売のソフトは、スクウェア・エニックスより開発・販売されている。ただし一部販売会社が異なり『ファイナルファンタジー・クリスタルクロニクル』は任天堂が販売している。
第一作・番号付けがされたナンバリングの作品以外にも、『タクティクス』シリーズや『クリスタルクロニクル』シリーズなど、独自にシリーズ展開されているナンバリングの作品以外の作品が複数存在する。
※FC=ファミリーコンピュータ、SFC=スーパーファミコン、GC=ニンテンドー ゲームキューブ、Wii=Wii、Wii U=Wii U、Switch=Nintendo Switch、VC=バーチャルコンソール、PS=PlayStation、PS2=PlayStation 2、PS3=PlayStation 3、PS4=PlayStation 4、PS5=PlayStation 5、GA=ゲームアーカイブス、Xbox 360=Xbox 360、Xbox One=Xbox One、GB=ゲームボーイ、GBA=ゲームボーイアドバンス、DS=ニンテンドーDS、3DS=ニンテンドー3DS、New 3DS=Newニンテンドー3DS、WSC=ワンダースワンカラー、PSP=PlayStation Portable、Vita=PlayStation Vita、Win=Microsoft Windows、PC=パーソナルコンピュータ、i=iアプリ、EZ=EZアプリ (BREW)、S!=S!アプリ、AC=アーケードゲーム
- 初出の機種のみ発売年月日を記載する。対応機種の後ろに「※」印が付いているものは未発売の作品。

## ナンバリング作品とその続編
ゲームではない映像作品は#メディアミックスの節を参照。
| 1987 | ファイナルファンタジー     |
| 1988 | ファイナルファンタジーII   |
| 1989 |                            |
| 1990 | ファイナルファンタジーIII  |
| 1991 | ファイナルファンタジーIV   |
| 1992 | ファイナルファンタジーV    |
| 1993 |                            |
| 1994 | ファイナルファンタジーVI   |
| 1995 |                            |
| 1996 |                            |
| 1997 | ファイナルファンタジーVII  |
| 1998 |                            |
| 1999 | ファイナルファンタジーVIII |
| 2000 | ファイナルファンタジーIX   |
| 2001 | ファイナルファンタジーX    |
| 2002 | ファイナルファンタジーXI   |
| 2003 |                            |
| 2004 |                            |
| 2005 |                            |
| 2006 | ファイナルファンタジーXII  |
| 2007 |                            |
| 2008 |                            |
| 2009 | ファイナルファンタジーXIII |
| 2010 | ファイナルファンタジーXIV  |
| 2011 |                            |
| 2012 |                            |
| 2013 |                            |
| 2014 |                            |
| 2015 |                            |
| 2016 | ファイナルファンタジーXV   |
| 2017 |                            |
| 2018 |                            |
| 2019 |                            |
| 2020 |                            |
| 2021 |                            |
| 2022 |                            |
| 2023 | ファイナルファンタジーXVI  |

ファイナルファンタジー（FC・1987年12月18日、MSX2、VC（Wii・3DS・Wii U））
シリーズ第1作。冒頭で主人公4人を任意のジョブに就かせることができる。冒険を進めることで上級ジョブへのクラスチェンジが可能。移植・リメイク版は「ファイナルファンタジーI」と記載されることがある。
MSX2版はマイクロキャビンが移植・販売。VC版はリメイクではなく、オリジナルであるFC版とほぼ同一の内容。
1990年には北米で発売された。
ファイナルファンタジー（リメイク版）（WSC・2000年12月9日、PS、i、EZ、S!、PSP、3DS、GA（PS3・PSP・Vita）、iOS、Android、Windows Phone）
PSP版は「ファイナルファンタジー生誕20周年企画」の一つであり、後述のGBA版『FFI・IIアドバンス』をベースとしている。

ファイナルファンタジーII（FC・1988年12月17日、VC（Wii・3DS・Wii U））
レベルや経験値ではなく、熟練度による成長システムを採用した異色作。クリスタルは中盤登場するだけでストーリーには全く関わらない。冒険を進める過程でパーティメンバーが入れ替わるのも特徴。
ファイナルファンタジーII（リメイク版）（WSC・2001年5月3日、PS、i、EZ、S!、PSP、GA（PS3・PSP・Vita）、iOS、Android）
PSP版は『FFI』と同じく「ファイナルファンタジー生誕20周年企画」の1つであり、後述のGBA版『FFI・IIアドバンス』をベースとしている。
ファイナルファンタジーI・II（FC・1994年2月27日）
ニューファミコンとのタイアップ作品。FC版の『FFI』と『FFII』をほぼそのまま1本のカセットに収録している。
ファイナルファンタジーI・II アドバンス（GBA・2004年7月29日、VC（Wii U））
『FFI』と『FFII』をリメイクし1本のカセットに収録している。『FFI』にはエクストラダンジョン「Soul of Chaos」を、『FFII』には新シナリオ「Soul of Re-Birth」が追加された。

ファイナルファンタジーIII（FC・1990年4月27日、VC（Wii・3DS・Wii U）、iOS、Android）
『FFI』のクラスチェンジシステムを発展させたジョブチェンジシステムが登場した。これにより状況に合わせて自由にジョブを変えることが可能となった。また、召喚魔法が初登場。シリーズ最後のFC用タイトル。
前作までは水晶玉だったクリスタルが今作より巨大な石柱状水晶になり、以降はIのリメイク版も含めそのイメージで統一された。
ファイナルファンタジーIII (リメイク版)（DS・2006年8月24日、PSP、iOS、Android、Windows Phone、Ouya、Steam）
DS/スマートフォン/PSP版は3D化・ゲームバランスの見直しに加え、大幅なアレンジが施されている。

ファイナルファンタジーIV（SFC・1991年7月19日、PS、WSC、VC（Wii・Wii U・New 3DS）、GA（PS3・PSP・Vita）、i、EZ、S!、iOS、Android）
FFシリーズ初のSFC用タイトル。アクティブタイムバトルシステムが搭載された。
北米ではSNES版が『Final Fantasy II』として発売されたが、後の移植版では日本と同じ『IV』に統一された。
アクティブタイムバトルシステムを導入した。
ファイナルファンタジーIV イージータイプ（SFC・1991年10月29日）
SFC版『FFIV』の簡易版として発売された。難易度を下げる調整が行われ、一部の不具合の修正、ゲーム中の用語をわかりやすいものに置き換えるなどの措置がなされている。『FFII』としてリリースされた北米SNES版の仕様もこのタイトルに準じたものである。
ファイナルファンタジーIV アドバンス（GBA・2005年12月15日、VC（Wii U））
SFC版『FFIV』のGBA版。「Finest FANTASY For ADVANCE」と銘打たれた「FINAL FANTASY 携帯機完全移植計画」の第一弾で、システムの最適化、新たなイベントやエクストラダンジョン等を追加。
ファイナルファンタジーIV（リメイク版）（DS・2007年12月20日、iOS、Android）
DS版は前作であるDS版『FFIII』と同様に3D化・ゲームバランスの見直しに加え、一部のイベントに声優によるボイスが付けられた。難易度は非常に高くなっている。
ファイナルファンタジーIV コンプリートコレクション（PSP・2011年3月24日）
後述の『FFIV ジ・アフターイヤーズ -月の帰還-』とのセット作品。新シナリオ「ファイナルファンタジーIV - インタールード -」も追加されている。
ファイナルファンタジーIV ジ・アフター -月の帰還-（i・2008年2月20日、EZ、S!、iOS、Android）
『FFIV』の続編。ゲームシステムや画面はスーパーファミコン版『FFIV』のものがベース。章区切りで個別に配信が行われている。
ファイナルファンタジーIV ジ・アフターイヤーズ -月の帰還-（Wiiウェア・2009年7月21日）
上記の移植版。同じくシナリオ別に配信が行われているが、一部の章が統合されている。
また、上述の『FFIV コンプリートコレクション』（PSP）にもカップリング収録された。

ファイナルファンタジーV（SFC・1992年12月6日、PS、VC（Wii・Wii U・New 3DS）、GA（PS3・PSP・Vita）、iOS、Android）
『FFIII』のジョブチェンジシステムを先鋭化させたジョブシステムが特徴。各ジョブ固有のアビリティが増え、特定のジョブは別のジョブのアビリティをつけることができ、細かいカスタマイズが可能となった。
ストーリーの続編が初めてOVA『ファイナルファンタジー』という形で作られた。
ファイナルファンタジーV アドバンス（GBA・2006年10月12日、VC （Wii U））
SFC版『FFV』のGBA版。「Finest FANTASY For ADVANCE」と銘打たれた「FINAL FANTASY 携帯機完全移植計画」の第二弾で、新たなイベントやジョブ、ダンジョン等を追加。

ファイナルファンタジーVI（SFC・1994年4月2日、PS、VC（Wii・Wii U・New 3DS）、GA（PS3・PSP・Vita）、iOS、Android）
前作までのファンタジーな世界観から一変し、近代的な機械文明を取り入れたものになっている。クリスタルが登場しなくなった最初の作品であり、シリーズ最後のSFC用タイトルでもある｡
北米ではSNES版が『Final Fantasy III』として発売されたが、後の移植版では日本と同じ『VI』に統一された。
ファイナルファンタジーVI アドバンス（GBA・2006年11月30日、VC（Wii U））
SFC版『FFVI』のGBA版。「Finest FANTASY For ADVANCE」と銘打たれた「FINAL FANTASY 携帯機完全移植計画」の第三弾で、新たなイベントや魔石、ダンジョン等を追加。
ファイナルファンタジーコレクション（PS・1999年3月11日）
PS版『FFIV』『FFV』『FFVI』の同梱パッケージ。

ファイナルファンタジーVII（PS・1997年1月31日）
シリーズ初のPS用新作タイトル。グラフィックはこれまでの2Dドット絵ではなく3Dポリゴンを使用したものとなり、プリレンダリングによるCGムービーも使用されている。また、キャラクターデザインが野村哲也に変更された。
ヨーロッパで発売された最初のシリーズ作品でもある。現代的な設定を導入したほか、ポリゴンキャラクターをプリレンダリングされた背景に出演させている。
Win版は英語版のみが発売された。日本でも発売されたがメッセージなどは英語のまま。
ファイナルファンタジーVII インターナショナル（PS・1997年10月2日、GA（PS3・PSP・Vita）Win、PS4、Xbox One、Switch、iOS、Android）
北米版をベースにバランス調整を行い、新イベントを追加したもの。メッセージなどは日本語になっている。
派生作品は#コンピレーション・オブ・ファイナルファンタジーVIIの節を参照。
ファイナルファンタジーVII リメイク（PS4・2020年4月10日）
上記のリメイク作品にして、リメイク3部作の第1作。
ファイナルファンタジーVII リメイク インターグレード（PS5・2021年6月10日）
上記リメイクの移植版。
ファイナルファンタジーVII リバース（PS5・2024年2月29日発売予定）
上記リメイクの続編。リメイク3部作の第2作。

ファイナルファンタジーVIII （PS・1999年2月11日、Win、GA（PS3・PSP・Vita））
『FFVII』に続き、野村哲也がキャラクターデザインを務めた。グラフィックがより緻密になり、世界観も現代的になった。より写実的なキャラクターと音声を用いている。
魔法を装備する、「ドロー」の概念、敵の強さがプレイヤーキャラのレベルで変化する、など斬新な要素が多く盛り込まれた。また、カードゲームが新しく導入された。
ファイナルファンタジーVIII リマスタード（PS4、Xbox One、Switch・2019年9月3日）
上記のリマスター版。様々な要素が追加されている。

ファイナルファンタジーIX（PS・2000年7月7日、Win、GA（PS3・PSP・Vita）、PS4、Xbox One、Switch、iOS、Android）
「原点回帰」がテーマとなり、クリスタルが再びキーアイテムとして登場。またデフォルメ頭身の復活が行われた。PlayStation 2並みの品質を誇るグラフィックが特徴。
武器・防具などからアビリティを習得する「アビリティ抽出システム」が採用された。古典的ファンタジーを想起させる牧歌的な雰囲気、人間ではないプレイヤーキャラが多いなど独自の世界観を持つ。シリーズ最後のPS用タイトル。

ファイナルファンタジーX（PS2・2001年7月19日）
シリーズ初のPS2用タイトル。フル3Dのフィールドとキャラクターボイスを採用した初めての作品であり、直接の続編となるゲーム『ファイナルファンタジーX-2』が作られた初めてのシリーズ作品でもある。
ファイナルファンタジーX インターナショナル（PS2・2002年1月31日）
北米版をベースにバランス調整、新イベントを追加したもの。英語ボイス・日本語字幕となり、以降のインターナショナル版もこの仕様が標準となる。同梱されたDVD『THE OTHER SIDE OF FINAL FANTASY 2』にはエンディング後のシナリオ「永遠のナギ節」が収録されている。
ファイナルファンタジーX-2（PS2・2003年3月13日）
『FFX』の直接の続編。コンピュータゲームのFFシリーズとしては、舞台設定を直接引き継いだ初の続編タイトルとなった。
ファイナルファンタジーX-2 インターナショナル+ラストミッション（PS2・2004年2月19日）
北米版をベースにバランス調整を行い、新イベントを追加したもの。さらに、ゲームシステムを一新した追加シナリオ「ラストミッション」が収録されている。
ファイナルファンタジーX / X-2 HDリマスター（PS3、Vita・2013年12月26日、PS4、Win、Switch、Xbox One、Android、iOS）
PS Vita版は個々に発売され、PS Vita版以外はXとX-2をセットで収録、販売される。インターナショナル版がベースだがボイスは日本語が収録される。

ファイナルファンタジーXI（PS2・2002年5月16日、Win、Xbox 360・2006年）
シリーズ初のオンライン専用ソフト。MMORPGとなっている。ランダムエンカウントバトルシステムではなくリアルタイムでのシームレスなバトルシステムを使用した初めての作品でもある。
- 拡張データディスク第1弾「ジラートの幻影」
- 拡張データディスク第2弾「プロマシアの呪縛」
- 拡張データディスク第3弾「アトルガンの秘宝」
- 拡張データディスク第4弾「アルタナの神兵」
- 拡張データディスク第5弾「アドゥリンの魔境」
- 追加シナリオ第1弾「石の見る夢」
- 追加シナリオ第2弾「戦慄！モグ祭りの夜」
- 追加シナリオ第3弾「シャントット帝国の陰謀」
- 拡張コンテンツ第1弾「禁断の地アビセア」
- 拡張コンテンツ第2弾「アビセアの死闘」
- 拡張コンテンツ第3弾「アビセアの覇者」

PS2とXbox 360版は2016年3月31日サービス終了。以後はWindows版のみ提供される。
ファイナルファンタジーグランドマスターズ（iOS、Android・2015年10月1日）
『XI』と世界観を共有するスマートフォン用オンラインRPG。2019年4月25日サービス終了。

ファイナルファンタジーXII（PS2・2006年3月16日）
前作『FFXI』の流れを汲み、フィールドと戦闘が一体化したシームレスバトルを採用している。シリーズ最後のPS2用タイトル｡
ファイナルファンタジーXII インターナショナル ゾディアックジョブシステム（PS2・2007年8月9日）
北米版をベースにしつつ、新要素として「ゾディアックジョブシステム」などを搭載し、バランス調整や新イベントを追加したもの。このため、従来の北米版とは大きく仕様が異なる。
ファイナルファンタジーXII ザ ゾディアック エイジ（PS4・2017年7月13日、Switch、Xbox One）
『FFXII ゾディアックジョブシステム』をベースに、システムの改良や高解像度化を施したもの。
ファイナルファンタジーXII レヴァナント・ウイング（DS・2007年4月26日）
『ファイナルファンタジーXII』の派生作品であると同時に、開発プロジェクト「イヴァリースアライアンス」にも含まれる。

ファイナルファンタジーXIII（PS3・2009年12月17日、Xbox 360・2010年、Win、iOS、Android、G-cluster、ひかりTVゲーム）
FFシリーズ初のPS3用タイトル。Xbox 360版の無印は北米・欧州でのみ発売。
『ファイナルファンタジーXIII-2』や『ライトニング リターンズ ファイナルファンタジーXIII』などの「ファブラ ノヴァ クリスタリス ファイナルファンタジー」と呼ばれる作品のフラグシップタイトルであり、シンボルエンカウントバトルシステムを用いている。
ファイナルファンタジーXIII アルティメット ヒッツ インターナショナル（Xbox 360・2010年12月16日）
北米Xbox 360版をベースにバランス調整を行い、「イージーモード」などを追加したもの。廉価版「アルティメットヒッツ」として登場。
ファイナルファンタジーXIII-2（PS3、Xbox 360・2011年12月15日、Win、iOS、Android、G-cluster、ひかりTVゲーム）
『FFXIII』の続編。開発プロジェクト「ファブラ ノヴァ クリスタリス ファイナルファンタジー」にも含まれる。
ライトニング リターンズ ファイナルファンタジーXIII（PS3、Xbox 360・2013年11月21日、Win、iOS、Android、G-cluster、ひかりTVゲーム）
『FFXIII-2』の直接の続編。
同プロジェクトの作品は#ファブラ ノヴァ クリスタリス ファイナルファンタジーの節を参照。なお、これらの作品も外伝のような位置づけではない。

ファイナルファンタジーXIV（Win・2010年9月30日）
オンライン専用ソフトとしてはシリーズ2作目。『FFXI』同様、MMORPGとなっている。Windows版は2010年9月22日に先行してログイン可能な特別版「コレクターズエディション」が発売され、同月30日に正式サービス開始と共に「初回限定版」が発売となり、シリーズで初めてWindows版が初出となる。旧版は2012年11月11日にサービスを終了した。
ファイナルファンタジーXIV：新生エオルゼア（Win、PS3・2013年8月27日、PS4・2014年4月14日、PS5・2021年5月25日）
開発と運営をめぐる様々な混乱を経て、大幅に作り直された「新生エオルゼア」のβテストが2013年に開始。同年8月27日に正式版のWindows版・PS3版が同時発売された。その後、PS4,PS5向けにも提供された。
- 拡張パッケージ第一弾「蒼天のイシュガルド」
- 拡張パッケージ第二弾「紅蓮の解放者（リベレーター）」
- 拡張パッケージ第三弾「漆黒の反逆者（ヴィランズ）」
- 拡張パッケージ第四弾「暁月の終焉（フィナーレ）」
- 拡張パッケージ第五弾「黄金の遺産（レガシー）」

PS3版は2016年6月16日サービス終了。
ファイナルファンタジーXIV モバイル（iOS/Android・時期未定）
『FFXIV』のスマートデバイス向けタイトル。開発・運営はLIGHTSPEED STUDIOS。

ファイナルファンタジーXV（PS4、Xbox One・2016年11月29日）
『FFXIII』と対をなすもうひとつの作品『ファイナルファンタジーヴェルサスXIII』として2006年に発表されたが、長い沈黙期間の後、「Electronic Entertainment Expo 2013」にて新たなナンバリングタイトル『XV』に改題、PS4とXbox Oneにプラットフォームを移すことが発表された。
ファイナルファンタジーXV ロイヤルエディション（PS4、Xbox One・2018年3月6日）
『FFXV』にFFXVロイヤルパック等を加えた完全版。
ファイナルファンタジーXV：新たなる王国（iOS、Android・2017年6月29日）

ファイナルファンタジーXV ポケットエディション（iOS、Android・2018年2月9日）

ファイナルファンタジーXV ポケットエディション HD（PS4、Xbox One・2018年9月7日、Switch）

ファイナルファンタジーXV： War for Eos（iOS、Android・2023年2月20日）

ファイナルファンタジーXVI（PS5・2023年6月22日）
2020年9月17日に開催された「PlayStation 5 Showcase」内で発表。本作は『ファイナルファンタジーXIV』のプロデューサー/ディレクターである吉田直樹がプロデューサーを務める。過去に吉田が「ファンタジー直球の「FF」がみたい」とインタビューで語っていたことから、本作は「原点回帰」を思わせる作風となっている。

## コンピレーション・オブ・ファイナルファンタジーVII
『ファイナルファンタジーVII』の関連作品群に与えられた括り。「*」印はそれのサブ的な括り「リバース オブ コンピレーション」下の作品である。
ビフォア クライシス ファイナルファンタジーVII（i･2004年9月24日、EZ*、S!*）
略称『BCFFVII』。携帯電話のネットワーク機能を使った「ネットワークアクションRPG」。iアプリ版はFOMA900i以降専用。
ファイナルファンタジーVII スノーボーディング（FINAL FANTASY VII Snowboarding）（i・2008年11月10日）
『FFVII』のミニゲームをアプリとして独立させたもの。通常は有料だが、『BCFFVII』登録会員なら無料でプレイできる。2005年に北米で最初に配信され、2008年11月10日に日本のiアプリでも配信が開始された。

ダージュ オブ ケルベロス ファイナルファンタジーVII（PS2・2006年1月26日）
略称『DCFFVII』。「ガンアクションRPG」と題されたサードパーソン・シューティングゲーム（TPS）。オンラインにも対応していたが、不採算によりサービスは早期終了している。
アルティメットヒッツ ダージュ オブ ケルベロス ファイナルファンタジーVII インターナショナル（PS2・2008年9月4日）
廉価版「アルティメットヒッツ」で初登場。システムに大幅な再調整が加えられている。

ダージュ オブ ケルベロス ロスト エピソード ファイナルファンタジーVII*（i・2006年11月1日）
『DCFF7』の外伝的作品。アクションRPG。
クライシス コア ファイナルファンタジーVII（PSP・2007年9月13日）
略称『CCFFVII』。アクションRPG。
クライシス コア -ファイナルファンタジーVII- リユニオン（PS5、PS4、Switch、Xbox Series X/S、Xbox One、Steam・2022年12月13日）
上記のリマスター版。本編全体がフルボイス化などされている。
ファイナルファンタジーVII Gバイク（FINAL FANTASY VII G-BIKE）（iOS、Android・2014年10月31日）
ミニゲームの一つ「Gバイク」を単独アプリ化したもの。2015年12月15日サービス終了。
ファイナルファンタジーVII ザ ファースト ソルジャー（FINAL FANTASY VII THE FIRST SOLDIER）（iOS、Android・2021年11月17日）
スマートフォン向けバトルロイヤルアクション。開発担当はエイチーム。2023年1月11日サービス終了。
ファイナルファンタジーVII エバークライシス（FINAL FANTASY VII EVER CRISIS）（iOS、Android・2023年9月7日）
『VIIR』三部作を除く『VII』本編を含めた各コンピレーション作品を繋いだRPG。アプリボットとの共同開発。

## ファブラ ノヴァ クリスタリス ファイナルファンタジー
『ファイナルファンタジーXIII』を始めとする作品群のプロジェクト。
開発スタッフの野村哲也によれば「『アギトXIII（零式の旧名）』も『ヴェルサスXIII（XVの旧名）』も外伝のような位置づけではなく、それぞれが『XIII』」であり、「名前は単に無印の『XIII』と区別するためのもの」である。
『FFXIII』を含めた作品群は「ファブラ ノヴァ クリスタリス ファイナルファンタジー」と総称され、今後もこのプロジェクトに属するタイトルが発売される可能性が示唆されている。以下の作品以外に、ナンバリング作品である『FFXIII』とその続編である『FFXIII-2』、『LRFFXIII』、そして『FFXV』も含まれる。
ファイナルファンタジー零式（PSP・2011年10月27日）
当初は対応機種として携帯電話が発表されていたが、2008年にPSP版の開発が発表された。当初の発表では『ファイナルファンタジーアギトXIII』というタイトルだった。
ファイナルファンタジー零式HD（PS4、Xbox One・2015年3月19日、Win）
PSP版『FF零式』のHDリマスター版。高画質化、ゲームバランスの調整、戦闘難易度の選択、シークレットムービーの追加等がある。

ファイナルファンタジーアギト（FINAL FANTASY AGITO）（iOS、Android）
『FF零式』と舞台設定を共有する、スマートフォン向けLIVE RPG（公式サイト）。『零式』の仮題であった『アギト』のタイトルを引き継いでいる。2015年11月30日サービス終了。
ファイナルファンタジー零式オンライン（Win、iOS、Android・2016年)
『FF零式』と世界観を共有し、PC・iOS・AndroidでプレイできるオンラインRPG（公式サイト）。

## ファイナルファンタジータクティクスシリーズ
シミュレーションRPGシリーズ。略称『FFT』シリーズ。
ファイナルファンタジータクティクス（PS・1997年6月20日、GA（PS3・PSP・Vita））
ファイナルファンタジータクティクス 獅子戦争（PSP・2007年5月10日、iOS/Android）
『FFT』のリメイク作品。

ファイナルファンタジータクティクスアドバンス（GBA・2003年2月14日、VC（Wii U））
メインタイトルの移植作品である『- アドバンス』シリーズとは異なり、新規に作られたGBAオリジナル作品である。略称『FFTA』。
ファイナルファンタジータクティクス A2 封穴のグリモア（DS・2007年10月25日）
『FFTA』の続編。
ファイナルファンタジータクティクスS（iOS/Android・2013年5月28日）
Mobageプラットフォームでリリースされた新作。基本無料、アイテム課金制。

## ファイナルファンタジー・クリスタルクロニクルシリーズ
クリスタルを巡る、過去から未来への壮大な話を綴ったRPGシリーズ。主に任天堂ハード向けのFF作品。略称『FFCC』シリーズ。アクションRPGであることが多いが、一部の作品はジャンルが異なる。
ファイナルファンタジー・クリスタルクロニクル（GC・2003年8月8日）
複数人（最大4人）でのプレイに対応している。ゲームボーイアドバンスをコントローラーとして使用することにより、テレビ画面に加えゲームボーイアドバンスの画面にもゲームプレイの情報が得られる。1人プレイでは通常のコントローラーを使う。なお、販売は任天堂が行っている。
ファイナルファンタジー・クリスタルクロニクル リマスター（PS4、Switch・2020年8月27日）

ファイナルファンタジー・クリスタルクロニクル リング・オブ・フェイト（DS・2007年8月23日）
GC版を正統進化させたもの。複数人のプレイに対応しているが、一人プレイに重点を置いている。
小さな王様と約束の国 ファイナルファンタジー・クリスタルクロニクル（Wiiウェア・2008年3月25日）
ジャンルは国造りRPG。GC版『FFCC』で瘴気が消えた後の話。Wiiウェアでのダウンロード販売専用タイトル。
ファイナルファンタジー・クリスタルクロニクル エコーズ・オブ・タイム（DS、Wii・2009年1月29日）
『リング・オブ・フェイト』の続編。DS版とWii版が同時に発売され、相互に連携する世界初のタイトル。
光と闇の姫君と世界征服の塔 ファイナルファンタジー・クリスタルクロニクル（Wiiウェア・2009年6月30日）
ジャンルは世界征服RPG。『小さな王様と約束の国』の直接の続編で、同じくダウンロード販売専用。
ファイナルファンタジー・クリスタルクロニクル クリスタルベアラー（Wii・2009年11月12日）
ジャンルはアトラクションアドベンチャー。GC版『FFCC』とは異なり、複数人のプレイはできない。ストーリーに重点を置き、メインシリーズの雰囲気に近い位置づけがなされる。

## チョコボシリーズ
チョコボを中心にしたスピンオフシリーズ。FFシリーズ本編と同様、それぞれの作品のストーリーに関連はない。

## その他の派生作品
上記の他、以下の派生作品もリリースされている。
聖剣伝説 〜ファイナルファンタジー外伝〜（GB・1991年6月28日、S!、i、EZ、Vita、iOS、Android）
アクションRPG。『聖剣伝説シリーズ』の第一作。
ファイナルファンタジーUSA ミスティッククエスト（SFC・1993年9月10日、VC（Wii・Wii U））
北米向けに発売された『FF Mystic Quest』を翻訳逆輸入したもの。
テトラマスターFrom FINALFANTASY IX（PS2・2002年5月16日、Win）
『FFIX』のミニゲームであるカードゲームを元にした作品。『FFXI』、同梱パッケージ、『FFXIオールインパック2006』、『FRONT MISSION ONLINE』に同梱されている。
いただきストリートシリーズ
ドラゴンクエスト&ファイナルファンタジー in いただきストリートSpecial（PS2・2004年12月22日）
ボードゲーム『いただきストリート』シリーズの特別版。FFシリーズのキャラクター達がドラゴンクエストシリーズのキャラクターと共に登場する。
ドラゴンクエスト&ファイナルファンタジー in いただきストリートポータブル（PSP・2006年5月25日）
PS2版の続編。登場キャラクターやマップがPS2版から変更された。
ファイナルファンタジー in いただきストリート MOBILE（i、EZ・2010年7月1日）
これまでと異なりFFキャラクターのみが登場する作品。登場キャラクターはPS2版とPSP版の両方から選ばれており、新たに『FFXIII』のライトニングも参戦。徐々にキャラクターやマップが追加配信されている。
ドラゴンクエスト&ファイナルファンタジー in いただきストリート MOBILE（i、EZ・2011年2月3日）
上記のバージョンアップ移行作品。前作のキャラクターとマップをそのまま引き継ぎ、さらにPS2版・PSP版と同様にドラゴンクエストシリーズのキャラクターも追加される。
いただきストリート ドラゴンクエスト&ファイナルファンタジー 30th ANNIVERSARY（PS4、PS Vita・2017年10月19日）
DQとFFシリーズの30周年記念作品。新マップや新キャラクターが登場する。
ディシディアシリーズ
ディシディア ファイナルファンタジー（PSP・2008年12月18日）
FFシリーズ誕生20周年記念作品。「ドラマチック プログレッシブ アクション」と称する1対1の対戦アクションゲーム。歴代FFシリーズから選ばれたキャラクター達が対決する。
ディシディア ファイナルファンタジー ユニバーサル チューニング（PSP・2009年11月1日）
北米版をベースにバランス調整を施し、新イベントを追加したもの。本編の「インターナショナル」同様に英語音声・日本語字幕だが、戦闘時のボイスのみ日本語を選択可能。
ディシディア デュオデシム ファイナルファンタジー（PSP・2011年3月3日）
『ディシディアFF』の続編。
ディシディア ファイナルファンタジー（アーケード・2015年11月27日）
FFシリーズ初のアーケード用タイトル。
ディシディア ファイナルファンタジー NT（PS4・2018年1月11日、Win）
上記AC版の家庭用移植作。
ディシディア ファイナルファンタジー オペラオムニア（iOS、Android・2017年2月1日）
ディシディアシリーズ初のRPG。2024年2月29日サービス終了予定。

光の4戦士 -ファイナルファンタジー外伝-（DS・2009年10月29日）
「古き良き時代のRPGを最新技術で創り出す」ことをコンセプトに作られた作品。
ファイナルファンタジー レジェンズ シリーズ
ファイナルファンタジー レジェンズ 光と闇の戦士（i・2010年9月6日, EZ, iOS, Android）
携帯電話向けに展開される作品。『FFIV TA』同様、章区切りで個別に配信が行われている。
2012年8月31日にはスマートフォン版（iOS版、Android版）が配信開始された。
ファイナルファンタジー レジェンズ 時空ノ水晶（iOS、Android・2015年2月12日）
スマートフォン向けに展開される作品。基本プレイ無料・アイテム課金方式。世界観は一新されているが、『FFL 光と闇の戦士』の流れを汲む作品で、シナリオが連作方式であることや、過去作のオマージュと言った要素は受け継がれている。2016年11月10日に『ファイナルファンタジー レジェンズII』へとリニューアル。
2017年10月31日をもってオンラインサービスを終了、後述のオフライン版へと移行した。
ファイナルファンタジー レジェンズII 時空ノ水晶（iOS、Android・2017年11月1日）
『時空ノ水晶』の有料オフライン版。
ファイナルファンタジー ブリゲイド（FINAL FANTASY BRIGADE）（携帯電話・2012年1月6日、iOS、Android・2012年1月13日）
「仲間のために戦うRPG」をコンセプトにしたソーシャルゲーム。スクウェア・エニックスとDeNAの共同開発で、Mobageにてサービス提供。クローズドβテストが2011年12月23日から27日まで行われ、正式サービス開始は当初2011年下旬と告知されていたが、2012年からとなった。モバイルのSNSではこれまでもFFシリーズのキャラクターを使った配信作品が複数存在したが、「FFシリーズの新作」としての配信は本作が初となる。『FF零式』を始めとした他作品との連動企画も行われる。フィーチャーフォン、スマートフォンで順次リリース。
2013年3月31日に『ファイナルファンタジー ブリゲイド ブレイク ザ シール（FINAL FANTASY BRIGADE BREAK THE SEAL）』としてリニューアルされた。
2020年3月31日にサービス終了。
シアトリズムシリーズ
シアトリズム ファイナルファンタジー（3DS・2012年2月16日、iOS）
FFシリーズ25周年記念作品。本編作品の楽曲やデフォルメキャラクターが登場する音楽ゲーム。
2012年12月13日には、iOS 4.3以降向けに基本料金無料・アイテム課金制のゲームとしても配信された。
シアトリズム ファイナルファンタジー カーテンコール（3DS・2014年4月24日）
上記『シアトリズム』の続編。
シアトリズム ファイナルファンタジー オールスターカーニバル（アーケード・2016年9月27日）
『シアトリズム』シリーズ初のアーケード向けタイトル。以上3作品は『シアトリズム』シリーズの「ファイナルファンタジーを題材とした作品」という位置づけである。
シアトリズム ファイナル バーライン（Switch、PS4・2023年2月16日）

ファイナルファンタジー アートニクス（FINAL FANTASY ARTNIKS）（携帯電話、iOS、Android・2012年11月30日）
歴代FFシリーズのキャラクターが登場するカードバトルのソーシャルゲーム。スクウェア・エニックスとグリーの共同制作で、グリーにてサービス提供。クローズドβテストが2012年11月14日から『FINAL FANTASY x GREE』のタイトルで行われていた。
ファイナルファンタジー アートニクス ダイブ（FINAL FANTASY ARTNIKS DIVE）（iOS、Android・2014年11月10日）

ファイナルファンタジー オール ザ ブレイベスト（FINAL FANTASY ALL THE BRAVEST）（iOS・2013年1月17日、Android）
歴代FFシリーズのキャラクターやモンスターが登場し入り乱れた大群バトルを繰り広げるソーシャルゲーム。略称はゲームタイトルの頭文字をとって「FFATB」。
ピクトロジカ ファイナルファンタジー（iOS、Android・2013年10月21日）
歴代FFシリーズのキャラクターがお絵かきロジック型のイラストパズルを解いて戦うソーシャルパズルRPG。
ピクトロジカ ファイナルファンタジー≒（3DS・2017年7月12日）
『ピクトロジカ ファイナルファンタジー』の3DS移植版で、FF版ピクロスeといえる内容。
ファイナルファンタジー レコードキーパー（iOS、Android・2014年9月25日）
スクウェア・エニックスとDeNAの共同開発によるRPG。主人公デシとなったプレイヤーが、Dr.モグやシドと協力しながら、封印された歴代『FF』シリーズ作品の世界を冒険し、モンスターとバトルをくり広げながら各世界にちりばめられた「記憶」を取り戻していく。
ファイナルファンタジー エクスプローラーズ（3DS・2014年12月18日）
通信機能を活用した最大4人によるマルチプレイを採用した、シリーズ初のマルチプレイアクションRPG。無料でダウンロードできる『ファイナルファンタジー エクスプローラーズ Light』も、ニンテンドーeショップで配信されている。
ファイナルファンタジー エクスプローラーズ フォース（iOS、Android・2018年3月20日）
『FFEX』の続編となるゲームアプリ。2019年2月19日サービス終了。
メビウス ファイナルファンタジー（iOS、Android・2015年6月4日）
スマートフォン向けに展開される本格RPG。プロデューサーは北瀬佳範、シナリオは野島一成。2020年3月31日サービス終了。
ファイナルファンタジー ブレイブエクスヴィアス（iOS、Android・2015年10月22日）
スマートフォン向けに展開されるソーシャルゲーム。歴代FFシリーズのキャラクターを召喚して戦うRPG。『ブレイブ フロンティア』などを手掛けたエイリムとの共同開発。
WAR OF THE VISIONS ファイナルファンタジー ブレイブエクスヴィアス 幻影戦争（iOS、Android・2019年11月14日）
『FFBE』の外伝作品。ジャンルはタクティカルRPG。
ワールド オブ ファイナルファンタジー（PS4、Vita・2016年10月27日、Win）
FFシリーズのモンスターを仲間にするRPG。
ワールド オブ ファイナルファンタジー マキシマ（PS4、Switch、Xbox One、Win・2018年11月6日）
ワールド オブ ファイナルファンタジー メリメロ（iOS、Android・2017年12月12日）
『ワールドオブFF』の続編。2018年12月13日サービス終了。
ファイナルファンタジー ワールドワイドワーズ（FINAL FANTASY WORLD WIDE WORDS）（iOS、Android・2014年9月16日）
スマートフォン向けタイピングRPG。2016年2月29日にサービス終了。
ファイナルファンタジー デジタルカードゲーム（FINAL FANTASY DIGITAL CARD GAME）（Yahoo!ゲーム ゲームプラス・2019年7月9日）
歴代FFシリーズのキャラクターが登場するオンライン対戦カードゲーム。2020年7月9日サービス終了。
ファイナルファンタジー ポータルアプリ（FINAL FANTASY PORTAL APP）（iphone, Android・2015年2月5日）
スマートフォン用FF総合情報アプリ。FF関連情報を配信するポータルアプリで、『FFI』、『FFII』、カードゲーム『Triple Triad（トリプルトライアド）』（FFVIIIやFFXIVに登場するカードゲーム）がプレイ可能。
ストレンジャー オブ パラダイス ファイナルファンタジー オリジン（STRANGER OF PARADISE FINAL FANTASY ORIGIN）（PS5、PS4、XSX/S、XONE、PC・2022年3月18日）
コーエーテクモゲームス（Team Ninja）との協業によるアクションRPG。

## メディアミックス
ファイナルファンタジー外伝（雑誌『6年の学習』・1993年）
RPG風ストーリーの後半を考えて応募する「RPG原作コンクール」において、坂口博信が前半を書いて提供した。挿絵は赤石沢貴士。ストーリーはクリスタルの欠片を持つ光の4戦士が戦うというシリーズ作品の特徴を踏襲したものになっている。主人公の名前はメイア。前半は1993年4月号に掲載され、後半は大賞作品が1993年9月号に掲載された。
ファイナルファンタジー（OVA・1994年）
アニメ作品。『ファイナルファンタジーV』の200年後の世界でファイナルファンタジーVと同様にクリスタルと世界を守るために勇者たちが戦うというストーリー。
ファイナルファンタジー（映画・2001年）
フルCGアニメを使用した映画作品。
FF：U 〜ファイナルファンタジー:アンリミテッド〜（テレビアニメ・2001年）
テレビ放映されたGONZO制作のアニメ作品。記憶喪失の『黒き風』と呼ばれる男が、右腕と一体化した『魔銃』を持って微かに記憶に残る『白き雲』と言う男を宿敵とし、探し追い求めるストーリー。ゲーム固有のキャラクター名は登場するがゲームのファイナルファンタジーシリーズとは違うオリジナルの世界観となっている。
ファイナルファンタジーVII アドベントチルドレン（OVA・2005年9月14日）
フルCGアニメ作品。略称『FFVIIAC』。『ファイナルファンタジーVII』の2年後の世界が舞台。「コンピレーション・オブ・ファイナルファンタジーVII」の1つに数えられる。ゲームではなく、映像作品として登場した。ソニー・ピクチャーズより販売されている。
全世界累計出荷本数410万枚以上というヒットを記録した。
ラストオーダー ファイナルファンタジーVII（OVA・2005年9月14日）
『FFVII AC』限定BOX「ADVENT PIECES: LIMITED」に付属されたOVA。
ファイナルファンタジーVII アドベントチルドレン コンプリート（OVA・2009年4月16日）
Blu-ray Discで発売。初回版にはPS3版『FFXIII』の体験版と『FFヴェルサスXIII』（後の『FFXV』）・『FFアギトXIII』（後の『FF零式』）のトレイラー映像を収録した特典ディスクが付属し、PS3本体との同梱セットも発売された。

ファイナルファンタジー・トレーディングカードゲーム（FINAL FANTASY TRADING CARD GAME、FF-TCG）（TCG・2011年2月25日）
ホビージャパンより発売。FFシリーズのキャラクターが多数登場するトレーディングカードゲーム。
ブラザーフッド ファイナルファンタジーXV（アニメ作品・2016年3月31日 - 9月17日）
『FFXV』と世界観を共有する、YouTubeで配信されるアニメ作品。全5話。
キングスグレイブ ファイナルファンタジーXV（OVA・2016年7月9日）
『FFXV』と世界観を共有する、フルCGアニメ作品。ゲームと映像のメディアミックスの完全連動作品である。映像作品側では国王レギスの視点、ゲーム側では国王レギスの息子である王子「ノクティス」視点の話であり、父と子の絆が描かれている。
『リアル脱出ゲーム×ファイナルファンタジーXIV 大迷宮バハムートからの脱出』
日本国内では2017年2月から、アメリカでは同年夏頃に開催された謎解きイベントで日本国内では全国のZeppを巡回するライブハウスツアー形式、アメリカでは8都市を巡回した。戦争終結から5年後のエオルゼアを舞台に様々な暗号や謎を駆使して1時間以内に巨大遺跡の地下深くで眠っているバハムートの復活を阻止する体験型謎解きRPGイベント。
ファイナルファンタジーXIV 光のお父さん（テレビドラマ・2017年4月 - 7月）
『FFXIV』を題材としたシリーズ初の実写ドラマ。プレイヤーのブログを基に、親子関係を中心に描かれる。
FINAL FANTASY LOST STRANGER（ファイナルファンタジー ロスト・ストレンジャー）（漫画・2017年8月 - ）
原作水瀬葉月、作画亀屋樹による日本の漫画。
『ファイナルファンタジー XRライド』
ユニバーサル・スタジオ・ジャパンにて、2018年1月19日（金）から6月24日（日）の期間限定で行われたイベント『ユニバーサル・クールジャパン 2018』の中のアトラクションの1つである体感型コースターとして開催された。
『ファイナルファンタジー エオルゼアカフェ』（FINAL FANTASY COLLABORAED WITH PASELA EORZEA CAFE）
パセラリゾーツとのコラボレーションにより実現した『ファイナルファンタジーXIV』をモチーフにしたコンセプトカフェで、キャラクターをイメージしたフードやドリンクや、実際にゲーム内に登場するアイテムを再現したものがある。

## 関連作品
以下はFFシリーズには含まれないが、FFシリーズとの関連性が深い、もしくはFFシリーズからのゲストキャラクターが登場した作品である。
FFシリーズに属さない作品のうち、「イヴァリースシリーズ」関連のものは#イヴァリース関連作品の節を参照。
Sa・Gaシリーズ（GB）
GB版の3部作である『魔界塔士 Sa・Ga』、『Sa・Ga2 秘宝伝説』、『時空の覇者 Sa・Ga3 [完結編]』は、日本国外ではシリーズ名称が"Final Fantasy Legend"となっていたため、FFシリーズの派生作品に属するとされる事がある。また、アイテムや魔法の名前、グラフィックなどにもFFシリーズと共通する要素が見られる。なお、『ロマンシング サ・ガ』以降のサガシリーズは完全に独立しており、これらはFFシリーズの派生作品とはされていない。
クロノ・トリガー（SFC・1995年3月11日、PS、DS、i、EZ、iOS）
FFシリーズとドラゴンクエストシリーズのスタッフが結集した「ドリームプロジェクト」によるRPGで、『クロノシリーズ』の第一作。バトルシステム「ATB Ver.2」や魔法・アイテムの名前など、FFシリーズと共通する要素が多い。同作の流れを汲む『クロノ・クロス』は独自のシステムを持ち、こちらはFF・DQシリーズ両者との関連性は特にない。
トバルNo.1（PS・1996年8月2日）
対戦型格闘ゲーム。初回版のみ『FFVII』の体験版ディスクが付属していた。
トバル2（PS・1997年4月25日)）
対戦型格闘ゲーム。チョコボがゲストキャラクターとして登場しているほか、初回版のみ『FFVII』のイメージビデオが付属していた。
ゼノギアス（PS・1998年2月11日、GA（PS3・PSP・Vita））
『FFVII』の複数あったストーリー原案のうち、廃案になったうちの1つを別のタイトルとしたRPG。このためこの作品は「裏FFVII」と呼ばれている。ただし、世界観はFFシリーズとは全く異なる。なお、『FFVII』の作中で主人公のクラウドが「百億の 鏡のかけら 小さな灯火 とらわれた 天使の歌声 ゼノギアス…」とつぶやくシーンがあった。また、劇中に登場する「ロニ・ファティマ」と「レネ・ファティマ」の関係と名前の由来は『FFVI』に登場するフィガロ兄弟からきている。
エアガイツ（AC・1998年2月26日、PS、GA（PS3・PSP・Vita））
オリジナルキャラクターを使用した対戦型格闘ゲーム。アーケード版では『FFVII』のクラウドとティファが、PS版ではアーケード版に登場するキャラクターに加えヴィンセント、ユフィ、セフィロス、ザックスがゲストで登場する。
ブレイヴフェンサー 武蔵伝（PS・1998年7月16日、GA（PS3・PSP・Vita））
アクションRPG。初回版のみ『FFVIII』の体験版ディスクが付属していた。
キングダム ハーツ シリーズ（PS2、GBA、DS、PSP、i、3DS、iOS、Android、PS4、Xbox One）
ディズニーのキャラクターを使ったスクウェア（当時）のRPG。FFシリーズのキャラクターが多数登場するほか、魔法・アイテムの名前などがFFシリーズと同じものが多い。
マリオバスケ 3on3（DS・2006年7月27日）
バスケットボールのスポーツゲーム。任天堂とスクウェア・エニックスの共同開発で、モーグリやサボテンダーなどがゲストキャラクターとしてマリオシリーズのキャラクターと共演している。両社の共同開発は1996年の『スーパーマリオRPG』以来10年ぶりとなった。
ポップアップデュエル オンライン（PC・2009年4月6日）
FFシリーズの召喚獣のカードを使った基本無料のオンライン対戦カードバトル（2010年にサービス終了）。『チョコボと魔法の絵本』や『時忘れの迷宮』に収録されていた同名のカードゲームを元に独立させた作品。
エルアーク（携帯電話・2008年7月8日）
ソーシャルゲーム型（ブラウザゲーム）の基本無料のオンラインRPG。モバゲータウンにてサービス提供（2012年にサービス終了）。期間限定でFFシリーズ新作などを基にした限定衣装アイテムなどの無料配布が何度か行われていた。
LORD of VERMILION II（AC・2008年6月17日）
オンライン対戦型トレーディングカードゲーム。『FFIV』・『VI』・『XI』からのゲストキャラクターが使い魔として登場。
ナイツ オブ クリスタル（携帯電話、iOS、Android、PC）
ソーシャルゲーム型（ブラウザゲーム）の基本無料のファンタジーバトルRPG。携帯電話ではGREEにてサービス提供、PCではFacebookにて『Knights of the Crystals（英語）』としてサービス提供（いずれも2012年にサービス終了）。ゲームシステムは『Mafia Wars』や『怪盗ロワイヤル』などと同様の形式。キャラクターデザインを『FFTA』や『FFXIIRW』の伊藤龍馬が担当し、通貨のギルやジョブ名、ボスの召喚獣などにFFシリーズと同様の用語が多く使われている。期間限定イベントのアイテムとして、『FFIV』や『FFL』などのキャラクターの絵柄のカードやトレジャーなどが登場した。
MARIO SPORTS MIX（Wii・2010年11月25日）
マリオシリーズのキャラクターが4種目の球技に挑戦するスポーツゲーム。『マリオバスケ 3on3』と同じく任天堂とスクウェア・エニックスの共同開発。『マリオバスケ 3on3』にも登場したゲストキャラクター達に加え、ドラゴンクエストシリーズからスライムも参戦している。
ザ・サード バースデイ（PSP・2010年12月22日）
アクションRPG。主人公アヤ・ブレアのコスチュームの1つに『FFXIII』の主人公ライトニングを模したものが収録されたほか、UMD版の初回特典として『DDFF』のライトニングが逆にアヤを模したコスチュームを使用可能になるプロダクトコードや、『FF-TCG』のプロモーションカードが付属していた。
Imaginary Range（イマジナリー レンジ）（iOS、Android）
シドという名のキャラクターを主人公にしたデジタルコミック方式のアドベンチャーゲーム。ミニゲーム中にチョコボが登場するほか、ストーリーもFFシリーズとの関連性を匂わせるものになっている。
スライムもりもりドラゴンクエスト（GBA・DS・3DS）
ドラゴンクエストシリーズの派生作品の一つであるアクションアドベンチャーゲーム。シドをモデルにした「シドもじゃ」、サボテンダーがゲスト出演している。
ブレイブリーデフォルト（3DS・2012年10月11日）
主要スタッフが『光の4戦士 FF外伝』と共通するRPG。『ブレイブリーシリーズ』の第一作で、魔法・ジョブの名前などがFFシリーズと同じものが多い。サブタイトルの「FLYING FAIRY」の頭文字を取ると「FF」になるが、ファイナルファンタジーシリーズではなく完全新作とされている。
大乱闘スマッシュブラザーズ for Nintendo 3DS/Wii U（3DS・2014年9月13日、Wii U・2014年12月6日）
追加ファイターとして、『FFVII』主人公の「クラウド」が2015年12月22日より配信されている。セットには、原作序盤の舞台となった「ミッドガル」も新ステージとして同梱されている。ステージには、「召喚マテリア」が出現し、召喚獣を呼び出すことができる。また、別売りで、「チョコボ」のMiiファイターコスチュームも配信されている。
この他、「スクウェア・エニックス メンバーズ」の公式サイト内のゲームゾーンで配信されている無料カジュアルゲームとして、『チョコボのゲームハウス』、『Dive II Hunt ソルベの大冒険』、『リディアと宿題100問できるかな？』などFFシリーズのキャラクターを使用したミニゲームが複数作品配信されている。

### イヴァリース関連作品
FFシリーズには含まれないが、「イヴァリースシリーズ」と同じ世界観を共有している。
ベイグラントストーリー（PS・2000年2月10日、GA (PS3・PSP・Vita））
ロールプレイング・アドベンチャー。
クリスタル ガーディアンズ/ディフェンダーズシリーズ
『FFTA2』の汎用キャラクターを使用したタワーディフェンス系シミュレーションゲームのシリーズ。
クリスタル ガーディアンズW1/W2/W3（i、S!、EZ）
スクウェア・エニックスの携帯電話向けサイト「ファイナルファンタジーモバイル」で配信された。配置ユニットとして『FFTA2』のジョブキャラクターを使用し、登場するステージ名も『FFTA2』の地名と同じもの。難易度やマップの異なる『W1』『W2』『W3』の3作品がリリースされている。
クリスタル・ディフェンダーズ（iOS・2008年12月23日、Xbox 360（XBLA）、PS3（PSN）、PSP、Android）
タイトルは変更されているが、上記の移植版。いずれもダウンロード販売。スクロールホイールのiPod版およびAndroid版は『W1』と『W2』のみ、他は『W1』『W2』『W3』を全て収録している。
クリスタル・ディフェンダーズR1/R2（Wiiウェア）
Wiiウェアとしてダウンロード販売。Wii版のみ『ガーディアンズ』の移植ではなく、クリスタルを守るためにモーグリの若者が仲間を集める新シリーズの『R1』『R2』を展開し、『W』シリーズとは異なる独自のマップとなっている。
クリスタル・ディフェンダーズ ヴァンガード・ストーム（iOS・2009年5月13日）
システムを一新した作品で、『R』シリーズと同様のストーリーに沿って展開する。